# Битцевский проезд
Битцевский проезд — улица в микрорайоне Северное Чертаново района Чертаново Северное Южного административного округа города Москвы. Название утверждено в 2015 году. Нумерация домов (корпусов) начинается от пересечения с проектируемым проездом № 5464 рядом с выездом на Чертановскую улицу.

## Описание
К Битцевскому проезду приписаны только здания № 10 и № 12. Остальные здания, входящие в микрорайон Северное Чертаново и расположенные рядом с проездом, к нему не приписаны, для них применяется сквозная нумерация. Проезд начинается от пересечения с проектируемым проездом № 5464 рядом с выездом на Чертановскую улицу и заканчивается пересечением с ним же, у дома № 8к831.

## Примечательные здания и сооружения
По нечётной стороне:
По чётной стороне:
- Дом 10
- Дом 12: ГБОУ г. Москвы «Школа № 1158», детский сад «Лесовичок» (строится)[5]

## Общественный транспорт

### Внеуличный транспорт

#### Метро
- Чертановская

### Наземный транспорт

#### Автобусы
| 968: | Профсоюзная • Севастопольская • Чертановская (→) • Северное Чертаново |

«→» — остановки проходятся только при движении в прямом направлении; «←» — остановки проходятся только при движении в обратном направлении.